# Florent Brard
Florent Brard (Chambray-lès-Tours, 7 februari 1976) is een voormalig Frans wielrenner.
In 2001 werd hij Frans kampioen tijdrijden. In oktober 2002 werd Brard door team Crédit Agricole ontslagen, omdat hij in augustus dat jaar betrapt zou zijn op het gebruik van doping. Het zou gaan om het verboden middel corticosteroïde. Hij kreeg dit middel van zijn dokter om te herstellen van zijn crash tijdens de Grand Prix du Midi Libre. Hij werd door de FFC geschorst voor de duur van zes maanden.
In 2006 werd hij Frans kampioen op de weg. Hij besloot na een loopbaan van tien jaar in november 2009 een punt achter zijn carrière te zetten, nadat hij geen ploeg meer kon vinden.

## Belangrijkste overwinningen
1997
Parijs-Chauny
2001
5e etappe Ster van Bessèges
Parijs-Bourges
 Frans kampioen tijdrijden, Elite
GP Cholet
EnBW Grand Prix (met Christophe Moreau)
2004
2e etappe Parijs-Corrèze
2005
Parijs-Troyes
2006
 Frans kampioen op de weg, Elite
2007
1e etappe Ronde van de Middellandse Zee

## Resultaten in voornaamste wedstrijden
| Jaar | Ronde van Italië | Ronde van Frankrijk | Ronde van Spanje |
| ---- | ---------------- | ------------------- | ---------------- |
| 2000 |                  |                     | opgave           |
| 2001 |                  | 100e                |                  |
| 2004 | 108e             |                     |                  |
| 2005 |                  |                     |                  |
| 2006 |                  | opgave              |                  |
| 2007 |                  |                     |                  |
| 2008 |                  | 119e                |                  |
| 2009 |                  |                     |                  |

| Jaar | Gent-Wevelgem | Ronde van Vlaanderen | Parijs-Roubaix | Luik-Bast.‑Luik | Ronde van Lombardije |  | WK op de weg |  | Wereldranglijsten |
| ---- | ------------- | -------------------- | -------------- | --------------- | -------------------- |  | ------------ |  | ----------------- |
| 2000 |               |                      | 76e            |                 |                      |  |              |  |                   |
| 2001 |               |                      | 38e            |                 |                      |  | 69e          |  |                   |
| 2004 |               |                      |                |                 |                      |  |              |  |                   |
| 2005 |               |                      | 7e             |                 |                      |  |              |  |                   |
| 2006 | 61e           |                      | 85e            |                 |                      |  |              |  |                   |
| 2007 | 91e           |                      | 44e            |                 |                      |  |              |  | 174e (UPT)        |
| 2008 |               |                      |                | 124e            | 91e                  |  |              |  |                   |
| 2009 |               | 96e                  | 35e            |                 |                      |  |              |  |                   |